# Svalövs församling
Svalövs församling är en församling i Frosta-Rönnebergs kontrakt i Lunds stift. Församlingen ligger i Svalövs kommun i Skåne län och ingår i Svalövsbygdens pastorat.

## Administrativ historik
Församlingen har medeltida ursprung. Församlingen införlivade under medeltiden Källstorps församling.
Församlingen utgjorde till maj 1927 ett eget pastorat för att därefter till 1962 vara moderförsamling i pastoratet Svalöv, Källs-Nöbbelöv och Felestad. Från 1962 till 2002 moderförsamling i pastoratet Svalöv, Felestad och Tirup som från 1974 även omfattade Torrlösa församling. Församlingen utökades 2002 genom sammanslagning med Felestads, Tirups och Torrlösa församlingar och namnändrades samtidigt till Svalövsbygdens församling. Denna församling bildade till ett pastorat med Billeberga-Sireköpinge församling under namnet Svalövsbygden och Billeberga-Sireköpinge pastorat. Församlingen namnändrades 2014 åter till Svalövs församling och ingår sedan dess i Svalövsbygdens pastorat.

## Kyrkor

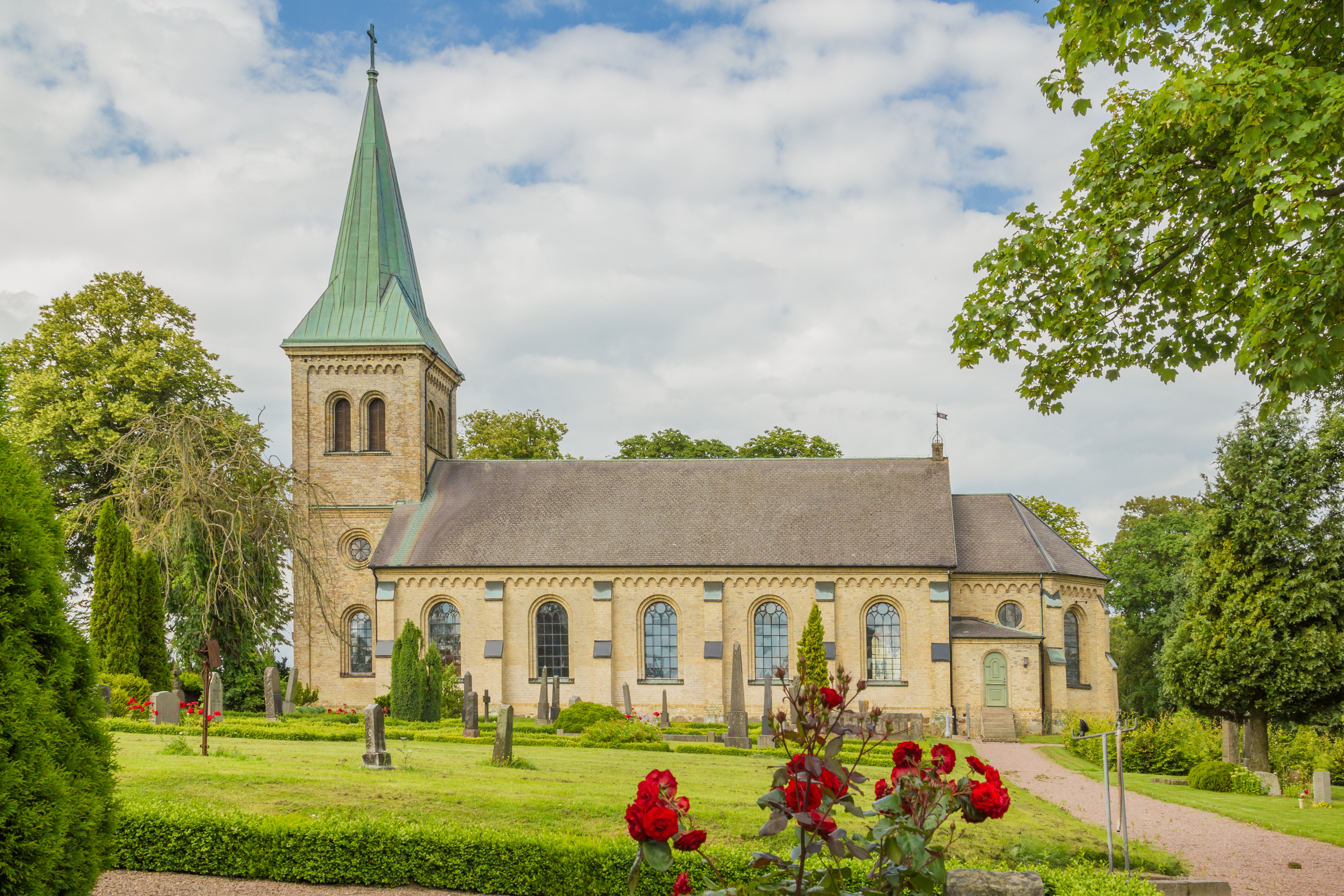
Svalövs kyrka
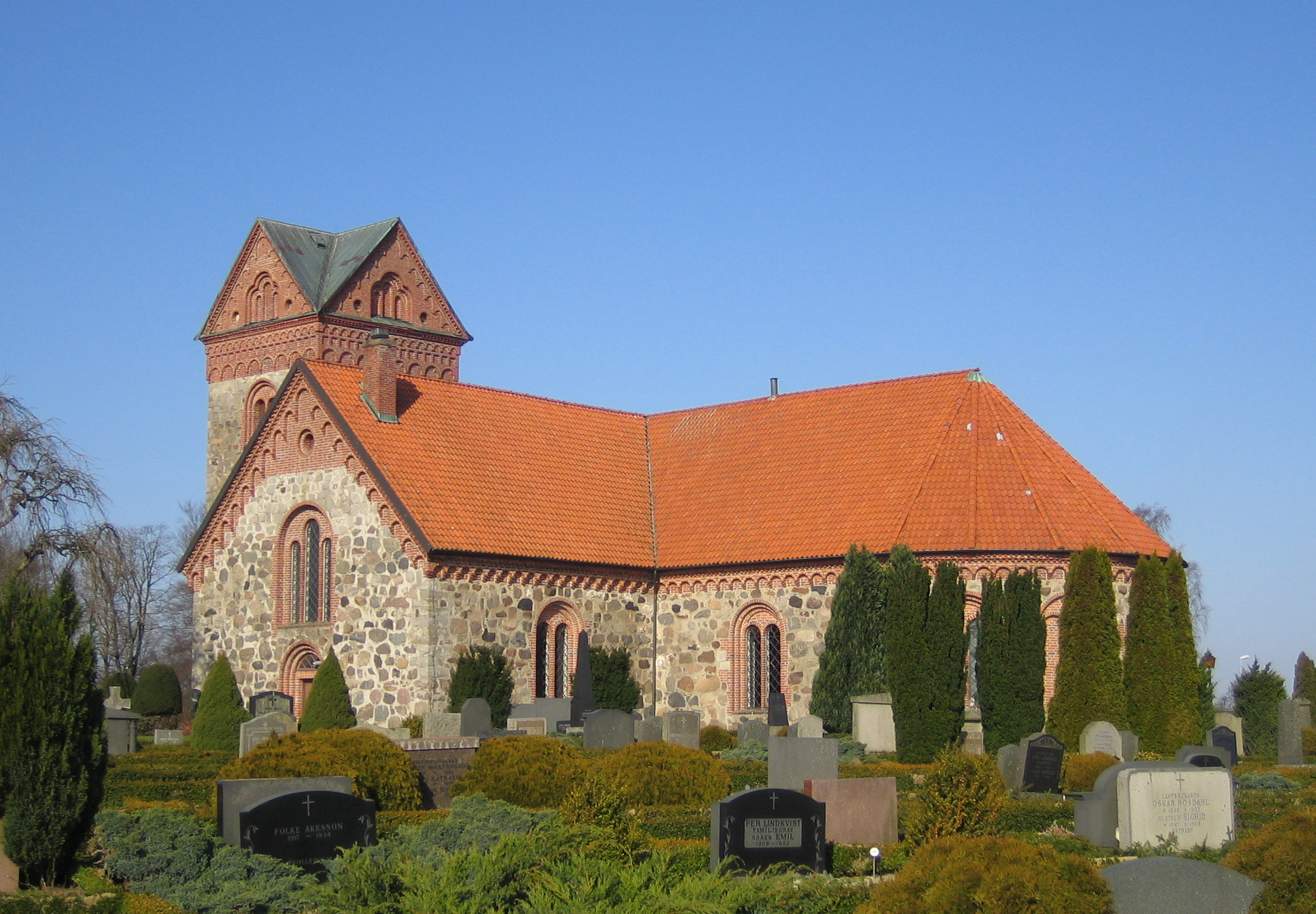
Torrlösa kyrka
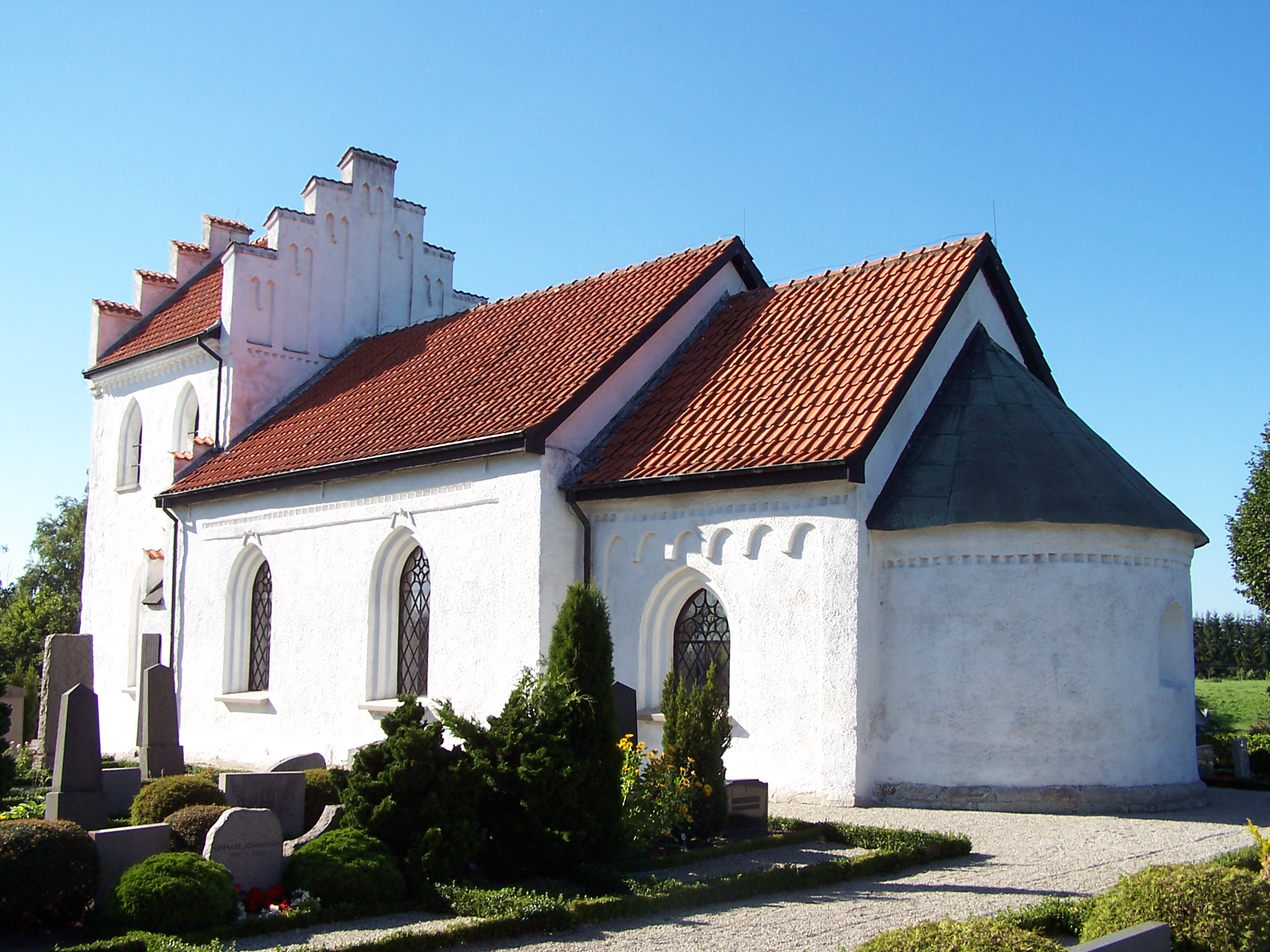
Felestads kyrka
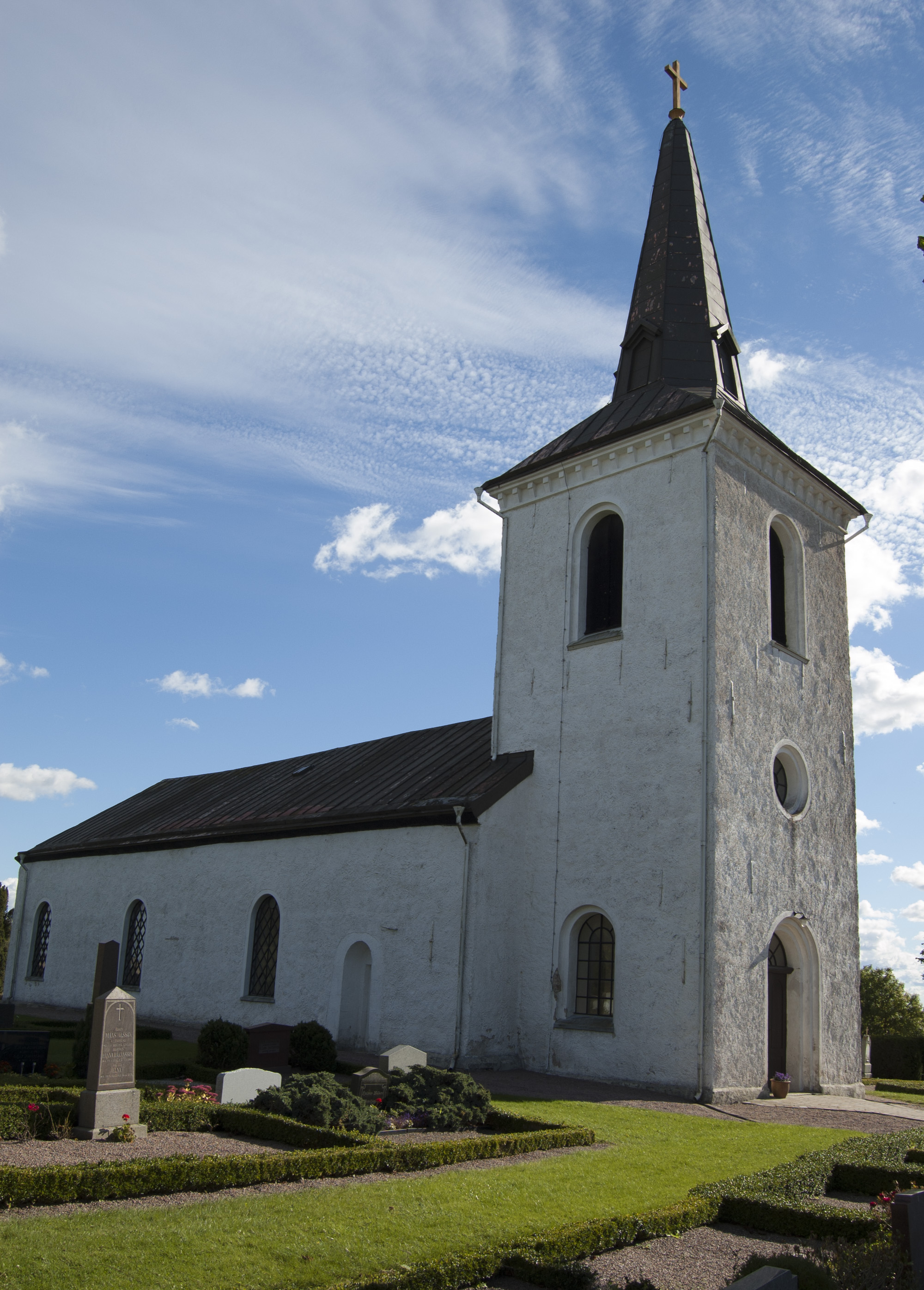
Tirups kyrka